# Гангга
Гангга́ (індонез. Gangga) — один з 5 районів округу Північний Ломбок провінції Західна Південно-Східна Нуса у складі Індонезії. Розташований у центральній частині. Адміністративний центр — селище Гонданг.
Населення — 41162 особи (2012; 40836 в 2010, 36998 в 2000, 33827 в 1990).

## Адміністративний поділ
До складу району входять 1 селище та 4 села:
| Населений пункт      | Населення, осіб (2010) |
| -------------------- | ---------------------- |
| Бентек, село         | 8099                   |
| Генггеланг, село     | 10566                  |
| Гонданг, селище      | 8664                   |
| Ремпек, село         | 7538                   |
| Самбік-Бангкол, село | 5969                   |